# Tritermus tobiasi
Tritermus tobiasi är en stekelart som beskrevs av Van Achterberg 1982. Tritermus tobiasi ingår i släktet Tritermus och familjen bracksteklar. Inga underarter finns listade i Catalogue of Life.